# Ayala (champagne)
Ayala is een champagnehuis uit de Franse plaats Ay, en is sinds 2005 in handen van het champagnehuis Bollinger, waarna de kwaliteit van de wijnen gestaag verbeterde met medailles en hoge quoteringen in de bekende internationale wijnpers tot gevolg. 

## Geschiedenis
Het huis Ayala is in 1860 door de Colombiaanse diplomaat Edmond de Ayala gesticht. De Colombiaan was met een Française getrouwd en zij bracht het Château de Mareuil-sur-Aÿ met de daarbij behorende wijngaarden in als bruidsschat. Een broer van de oprichter, Fernand d'Ayala, was bevriend met de prins van Wales, de latere Eduard VII van het Verenigd Koninkrijk. De prins vond de champagne veel te zoet en Ayala ging ter wille van deze klant "natuurlijke" champagnes, met minder suiker in de dosage die bij het dégorgement aan de flessen wordt toegevoegd, produceren.
In 1860 werd aan een liter champagne 66 gram suiker toegevoegd. Ayala bracht dat terug tot 22 gram en werd beloond met het predicaat van Brits hofleverancier. In de 21e eeuw zou ook deze champagne vrij zoet worden gevonden en als "sec" worden verkocht.  
| Categorie   | Dosage (vanaf 2009)                            |
| ----------- | ---------------------------------------------- |
| Brut Nature | 0-3 gram suiker per liter                      |
| Extra-Brut  | 0-6 gram suiker per liter                      |
| Brut        | 0-12 gram suiker per liter (in plaats van 15   |
| Extra-Dry   | 12-17 gram suiker per liter (in plaats van 20) |
| Sec         | 17-32 gram suiker per liter (in plaats van 35) |
| Demi-Sec    | 33-50 gram suiker per liter                    |
| Doux        | Meer dan 50 gram suiker per liter              |

De eerste helft van de 20e eeuw verliep voor Ayala rampzalig. In 1910 mislukte de oogst. In 1911 sloeg een epidemie van de phylloxera toe in de wijngaarden. De Champagne kwam in opstand en 5 tot 6000 woedende wijnboeren uit 51 dorpen probeerden de stad Ay te bezetten. Toen dat werd verhinderd wierp de menigte zich op de onverdedigde wijnhuizen van Ayala en Bissinger. De gebouwen werden geplunderd en in brand gestoken. 
In 1913 waren de gebouwen hersteld, maar toen kwam de Eerste Wereldoorlog die in en om de Champagne grote verwoestingen achterliet en de handel in champagne platlegde.
De Russische Revolutie en de Amerikaanse drooglegging, gevolgd door de beurscrisis in 1929 gaven het bedrijf de nekslag. In 1936 nam de familie Guiness wat nog van het champagnehuis resteerde over.
Op 8 november 1937 kocht Rene Chayoux (1892-1969) Ayala. Deze zoon van een wijnhandelaar had ook belangen in wijngaarden en kastelen rond Bordeaux zoals Château Phélan Ségur en Château La Lagune, een 3e Grand Cru Classe van 75 hectare in de Haut-médoc.
Het huis Ayala is sinds 2005 in handen van het champagnehuis Bollinger.

## Champagnes

Gamma

- Ayala Brut heeft een fijne neus en is fijn parelend. Deze door de beroemde kok Gordon Ramsay als huiswijn uitgezochte champagne heeft een zachte, fijne mousse tegenover een sterkere champagnesmaak met frisse afdronk. De wijn is geassembleerd uit 45% grand cru en premier cru pinot noir, 30% chardonnay van de beste wijngaarden op de Côte des Blancs en 25% pinot meunier, uit de vallei van de Marne.
- Ayala Brut Nature is bijzonder droog. Aan de wijn is bij de dégorgement 3 gram suiker of minder toegevoegd.
- Ayala Rosé, een roséchampagne, bevat vooral chardonnay en is een fruitige lichte rosé, zeker niet vergelijkbaar met die van Bollinger die vineuzer en krachtiger is.
- Ayala Blanc de Blancs wordt uitsluitend van grand cru Chardonnay gemaakt.
- Cuvée Perle d'Ayala Nature is een millésime (vintage 2002) en bestaat voor 80% uit Chardonnay en 20% pinot noir uit grand cru en premier cru-dorpen. De champagne is bijzonder droog.
- Ayala Brut Millésime is de cuvée de prestige van het huis. Het is een champagne millésime, wat inhoudt dat de druiven uit één oogstjaar stammen. De wijn wordt voor 10% uit Chardonnay en 90% uit pinot noir uit uitsluitend grand cru-gemeenten geassembleerd. De wijn bevat weinig toegevoegde suiker en wordt zes jaar gelagerd om te rijpen. Omdat de pinot meunier ontbreekt is de wijn goed houdbaar en wordt zij beter wanneer zij rijpt.